# The Disque

The Disque (lancé en 1986) est le disque (et plus tard la cassette et maintenant le CD) original de Rock et Belles Oreilles.

## Version CD
Son lancement a eu lieu en CD en novembre 2006 durant une période de « revival » du groupe. À l'époque, ils avaient été invités à faire les émissions de fin d'année Bye Bye 2006 et 2007. La version CD contient le sketch Loto-Gratteux original. De plus, elle présente des pistes supplémentaires qui n'étaient pas présentes dans la version de 1986.

## Liste des plages
| No  | Titre                                              | Durée |
| --- | -------------------------------------------------- | ----- |
| 1.  | Arrête de boire                                    |       |
| 2.  | Ciné-Quiz                                          |       |
| 3.  | Dagnel Specifité                                   |       |
| 4.  | Vie de routier                                     |       |
| 5.  | Plein de troubles                                  |       |
| 6.  | Le feu sauvage de l'amour                          |       |
| 7.  | Voyage d'autrefois                                 |       |
| 8.  | José Caduc                                         |       |
| 9.  | Télé-Service                                       |       |
| 10. | Dallas                                             |       |
| 11. | Le gros Vermette                                   |       |
| 12. | Du fin fond des galaxies                           |       |
| 13. | La chanson de Rock et belles oreilles              |       |
| 14. | El cheapo                                          |       |
| 15. | Légendes amérindiennes                             |       |
| 16. | L'informateur Pascau                               |       |
| 17. | Jungle Head                                        |       |
| 18. | La chorale des policiers                           |       |
| 19. | Ça rend rap                                        |       |
| 20. | Les frères stéréo                                  |       |
| 21. | Le monde merveilleux de Disney                     |       |
| 22. | Terces Egassem                                     |       |
| 23. | La messe                                           |       |
| 24. | Clairazyl                                          |       |
| 25. | Génies en herbe (remix)                            |       |
| 26. | Le sida - The Spectacle (Bonus)                    |       |
| 27. | Les suppositoires de Satan - The Spectacle (Bonus) |       |
| 28. | 1972 - The Spectacle (Bonus)                       |       |
| 29. | Robert Cash, motivateur - The Spectacle (Bonus)    |       |
| 30. | Dieu - The Spectacle (Bonus)                       |       |
| 31. | La pire des futures stars - The Spectacle (Bonus)  |       |
| 32. | René Lecavalier - The Spectacle (Bonus)            |       |